# Galles-Tonga en rugby à XV
Cet article présente l'historique des confrontations entre l'équipe du pays de Galles et l'équipe des Tonga en rugby à XV. Les deux équipes se sont affrontées à neuf reprises, dont deux fois en Coupe du monde. Les Gallois ont remporté les neuf rencontres.

## Historique
Les rencontres entre les deux équipes débutent dans les années 1980 et sont toujours remportées par les Gallois. Une rencontre gagnée par les Gallois en 1974 (26-7 à Cardiff) n'est pas comptabilisée et ne rentre pas dans les bilans officiels.

## Confrontations
| No | Date             | Lieu                                                 | Match          | Score   | Compétition              |
| -- | ---------------- | ---------------------------------------------------- | -------------- | ------- | ------------------------ |
| 1  | 12 juin 1986     | Teufaiva Sport Stadium, Nukuʻalofa, Tonga            | Tonga – Galles | 7 – 15  | Test match               |
| 2  | 29 mai 1987      | Showgrounds Oval, Palmerston North, Nouvelle-Zélande | Tonga – Galles | 16 – 29 | Coupe du monde (poule B) |
| 3  | 22 juin 1994     | Teufaiva, Nukuʻalofa, Tonga                          | Tonga – Galles | 9 – 18  | Test match               |
| 4  | 16 novembre 1997 | St Helen's, Swansea, Pays de Galles                  | Galles – Tonga | 46 – 12 | Test match               |
| 5  | 17 novembre 2001 | Millennium Stadium, Cardiff, Pays de Galles          | Galles – Tonga | 51 – 7  | Test match               |
| 6  | 19 octobre 2003  | Bruce Stadium, Canberra, Australie                   | Galles – Tonga | 27 – 20 | Coupe du monde (poule D) |
| 7  | 22 novembre 2013 | Millennium Stadium, Cardiff, Pays de Galles          | Galles – Tonga | 17 – 7  | Test match               |
| 8  | 16 juin 2017     | Eden Park, Auckland Nouvelle-Zélande                 | Tonga – Galles | 6 – 24  | Test match               |
| 9  | 17 novembre 2018 | Millennium Stadium, Cardiff, Pays de Galles          | Galles – Tonga | 74 – 24 | Test match               |